# Hanns G. Reissner
Hanns Guenther Reissner (geboren als Hanns Günther Reißner 29. November 1902 in Berlin; gestorben 8. Juni 1977 in Philadelphia) war ein deutschamerikanischer Historiker. 

## Leben

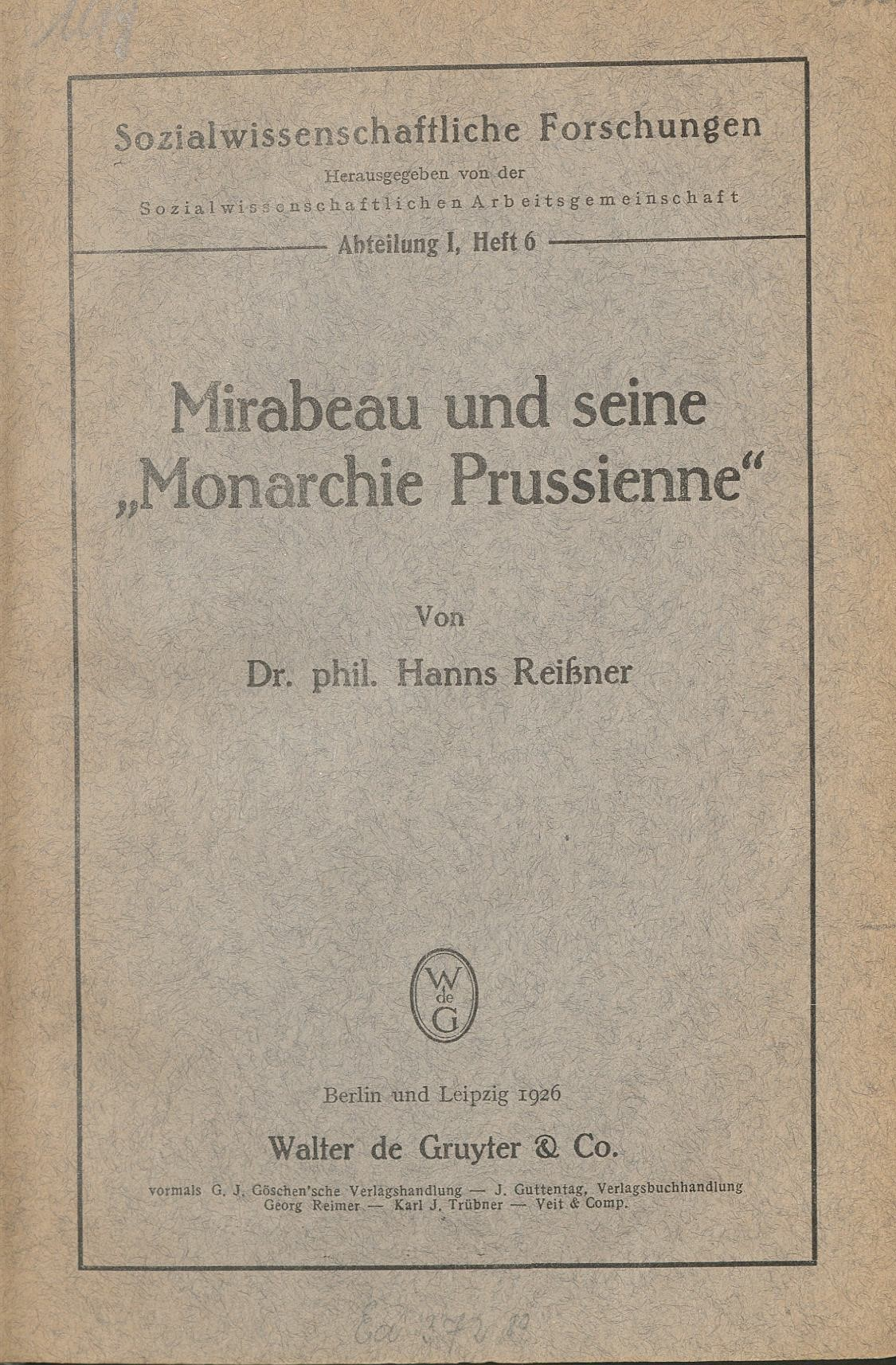
Dissertation (1926)

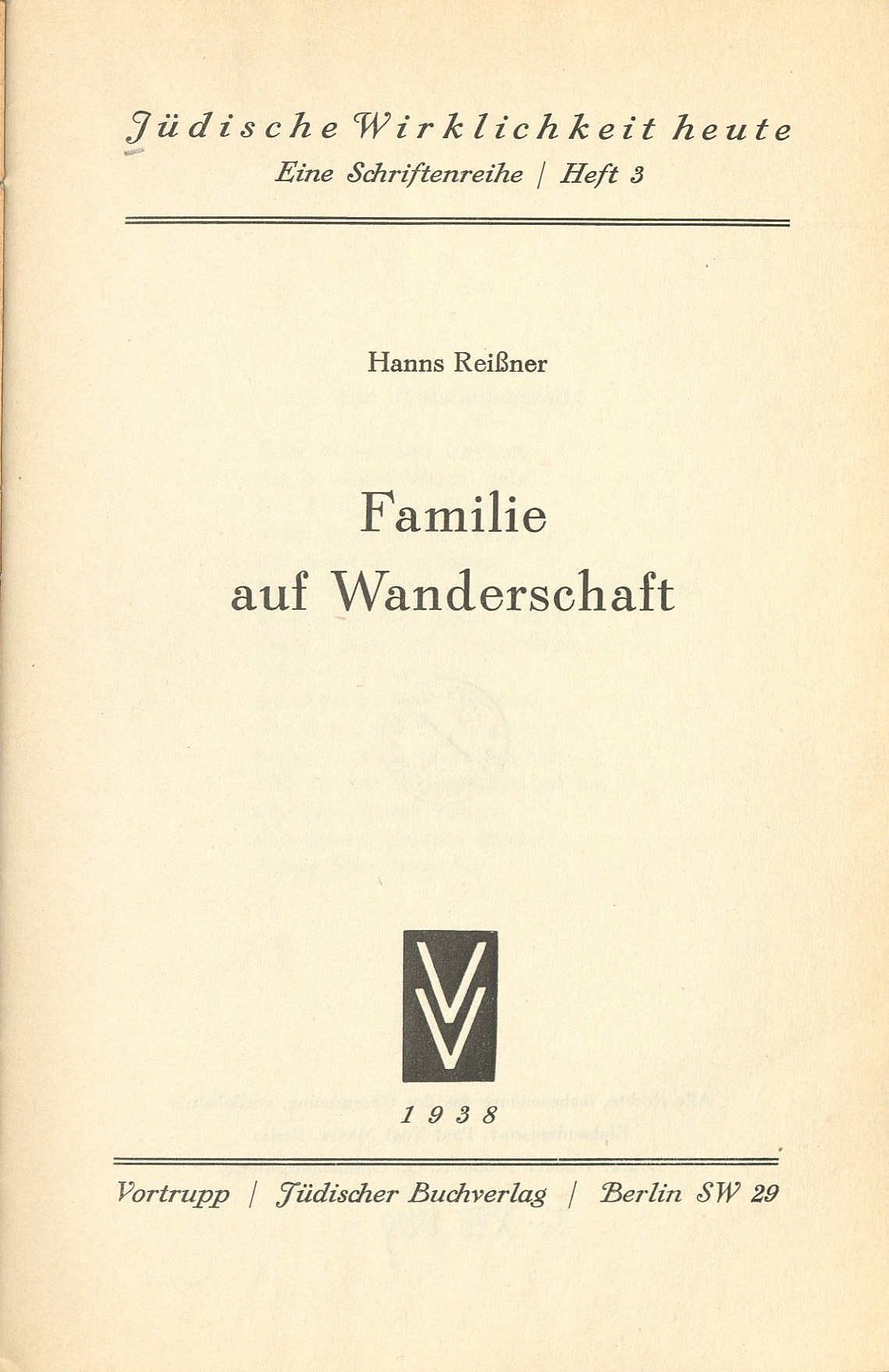
Broschüre zur Emigrationshilfe (1938)

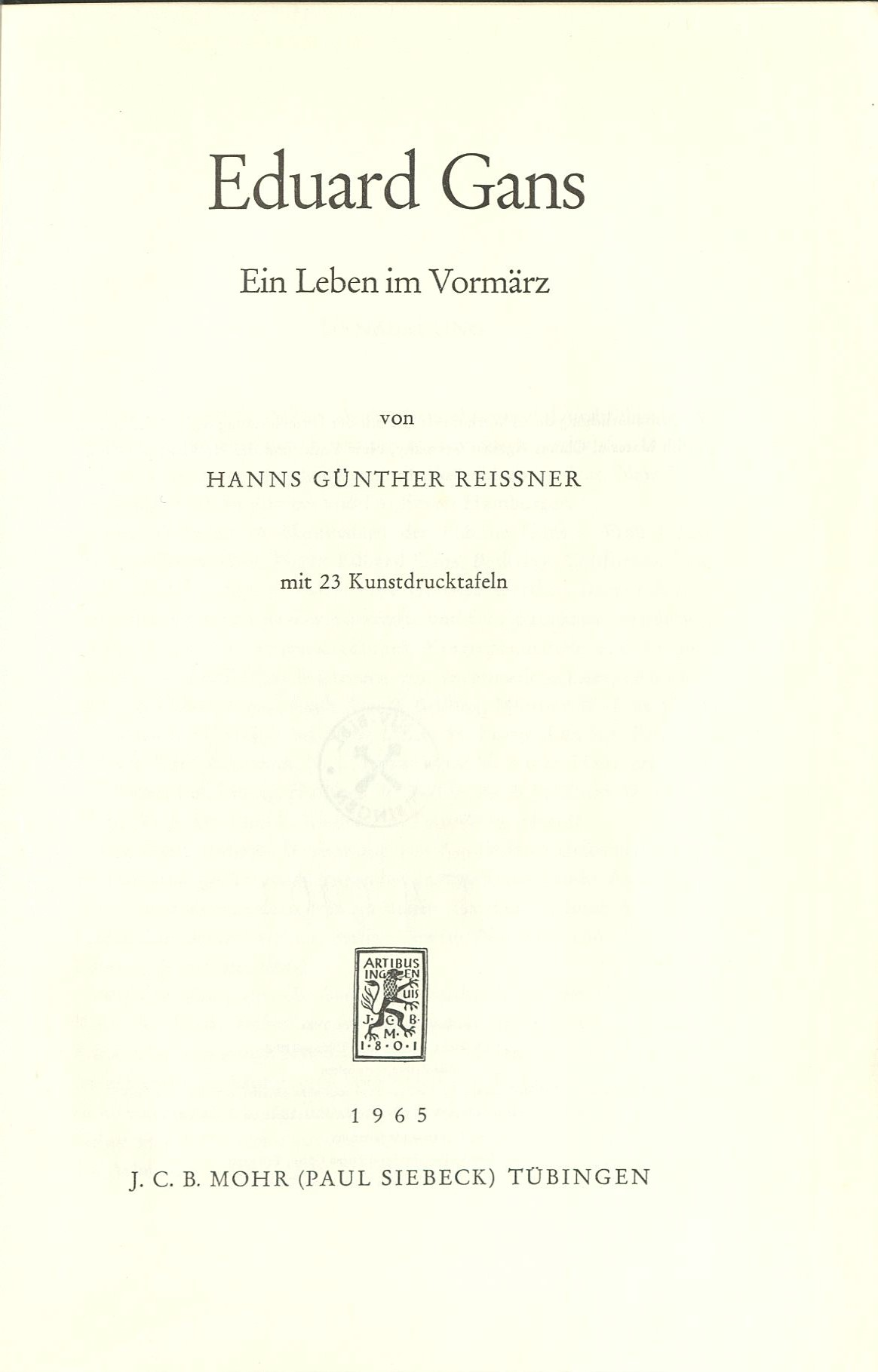
Eduard Gans (1965)

Hanns Günther Reißner war ein Sohn des Bankiers Leopold Reißner und der Alice Sara Eichel. Er studierte ab 1921 Geschichte an der Berliner Universität und wurde 1926 mit einer Dissertation über Mirabeau bei Max Sering promoviert. Reissner arbeitete danach in Berlin als Bankangestellter, war in der Weltwirtschaftskrise 1929/30 arbeitslos, arbeitete dann als Geschäftsführungsassistent im Unternehmen von Edmund Weinmann in Teplitz-Schönau und war die Jahre nach der Machtübergabe an die Nationalsozialisten 1933 als Finanzbuchhalter und Geschäftsführungsassistent beim Kaufhaus Nathan Israel in Berlin beschäftigt. Er heiratete 1931 die Physiotherapeutin Yvonne Marie Gerstel, sie hatten drei Kinder. Im Jahr 1939 gelang ihnen die Flucht aus dem nationalsozialistischen Deutschland nach England. Reißners Vater wurde ins Ghetto Litzmannstadt deportiert und ermordet, seine Mutter wurde ebenfalls Opfer des Holocaust.
Reissner blieb auf dem Weg in die USA in Bombay in Britisch-Indien hängen und fand dort während des Zweiten Weltkriegs Arbeit als Manager in einer Niederlassung der US-amerikanischen Firestone Tire & Rubber Company. 1948 übersiedelte er in die USA nach New York und arbeitete bei verschiedenen Unternehmen, zuletzt von 1959 bis 1965 bei der New Yorker Filiale der Bank Leumi. 
Er wurde 1965 Fellow am Leo Baeck Institute in New York. Er nahm Lehraufträge als Historiker am Queens College und am Trenton State College wahr und wurde 1969 noch Professor für Geschichte am New York Institute of Technology. Er war Mitautor bei dem von Werner Röder und Herbert A. Strauss und anderen herausgegebenen International Biographical Dictionary of Central European Emigrés, das erst 1983 erschien.

## Schriften (Auswahl)
- Mirabeau und seine „Monarchie Prussienne“. Berlin: de Gruyter, 1926 Zugl.: Berlin, Univ., Diss., 1926
- Familie auf Wanderschaft. Berlin: Vortrupp, 1938
- The History of Kaufhaus Nathan Israel and of Wilfrid Israel. In: Year Book Leo Baeck Institute, 1958
- (Hrsg.): Twenty years : American Federation of Jews from Central Europe, Inc. 1940-1960. New York: American Federation of Jews from Central Europe, 1961
- Eduard Gans : ein Leben im Vormärz. Tübingen: Mohr, 1965
- Herbert A. Strauss, Hanns Günther Reissner (Hrsg.): Jubilee volume dedicated to Curt C. Silberman. New York, American Federation of Jews from Central Europe, 1969